# Chromopertubation
Als Chromopertubation bezeichnet man eine Methode zur Untersuchung der Eileiterdurchgängigkeit bei vermuteter Unfruchtbarkeit der Frau. Sie stellt derzeit das Standardverfahren auf diesem Gebiet dar.

## Durchführung
Im Rahmen einer Bauchspiegelung wird über einen Adapter eine blaue Farbstofflösung (Methylenblau, Indigokarmin) in die Gebärmutterhöhle eingebracht. Die blaue Farbstofflösung fließt durch die Eileiter in die Bauchhöhle und ist bei der Bauchspiegelung sichtbar.

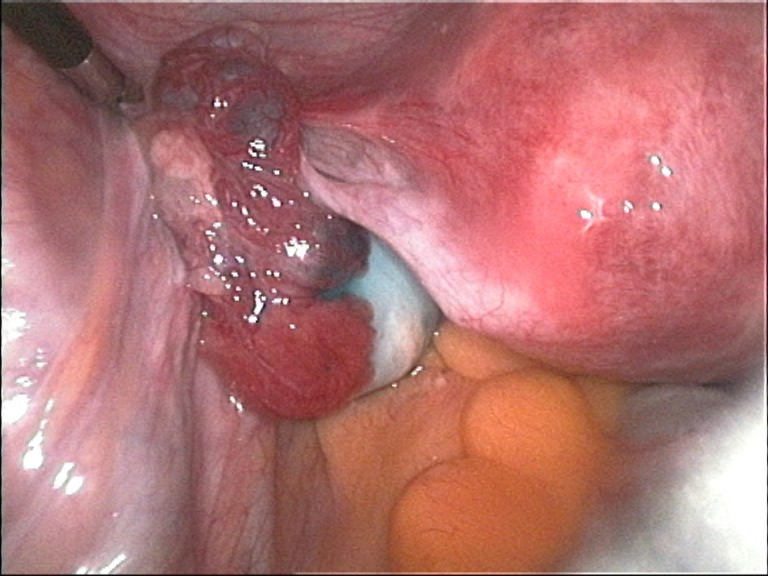
Aus dem linken Eileiter abfließende Farbstofflösung
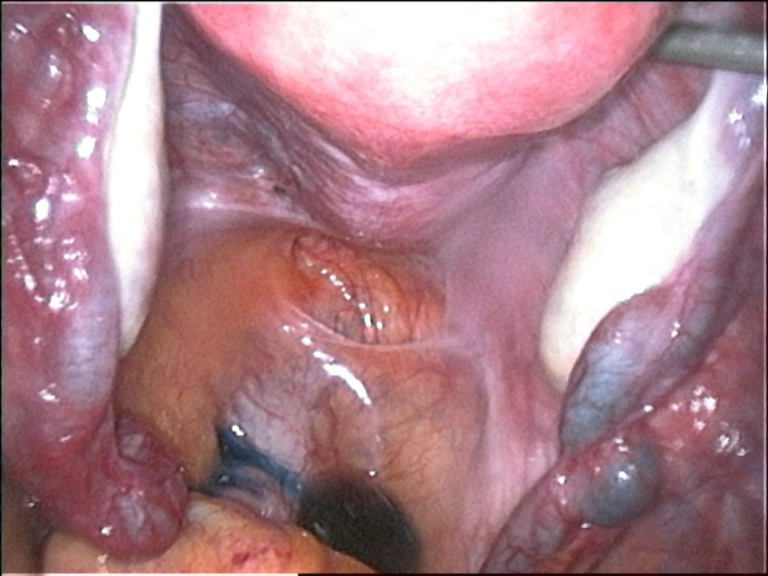
Noch gefüllter rechter Eileiter mit Farbstofflösung aus dem linken Eileiter im Douglas-Raum
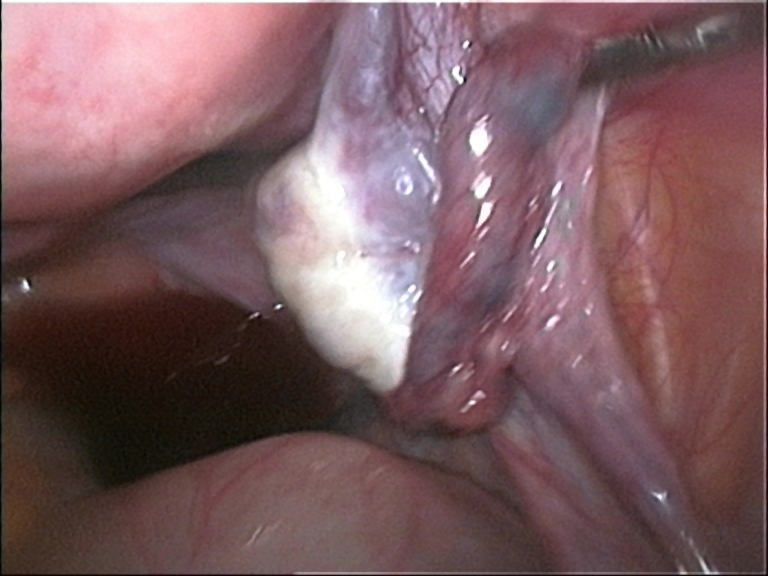
Farbstoffaustritt aus dem rechten Eileiter

Füllt sich der Eileiter mit der Farbstofflösung, fließt jedoch nicht ab, besteht ein gebärmutterferner (distaler) Verschluss des Eileiters. Bleibt eine Füllung aus, kann ein Verschluss in einem gebärmutternahen Anteil des Eileiters, jedoch auch eine krampfartige Reaktion vorliegen.

## Vorteile
Die Bauchspiegelung mit Blauprobe ist die präziseste Methode, um die Organe zu betrachten und mögliche Probleme, wie Fehlbildungen der Gebärmutter, Verwachsungen, verschlossene Eileiter, Endometriose oder Myome festzustellen. Leichte Verwachsungen im Inneren eines Eileiters können bereits durch den Fluss der Blaulösung gelöst werden. Andere Befunde können gegebenenfalls im Rahmen der Bauchspiegelung ebenfalls behandelt werden.

## Nachteile
Die Bauchspiegelung erfordert eine Narkose. Es besteht das Risiko von eingriffsbedingten Komplikationen, wie Blutungen oder Verletzungen von Bauchorganen. Über die Funktionsfähigkeit der Eileiter kann keine Gewissheit gewonnen werden.

## Alternativen
Die Hystero-Kontrast-Salpingographie stellt heute eine Alternative zur Chromopertubation per Bauchspiegelung dar. Mit Hilfe eines Kontrastmittels lässt sich im Ultraschallbild erkennen, ob und wie das Kontrastmittel durch die Eileiter fließt. Sie hat die früher übliche Hysterosalpingografie (HSG) als Röntgenuntersuchung praktisch vollständig abgelöst. Eine Endometriose und Verwachsungen lassen sich jedoch damit nicht ausreichend diagnostizieren.